# Il Messia
Il Messia è un film del 1975 diretto da Roberto Rossellini.
Ispirato alla vita di Gesù di Nazaret, è il terzultimo film girato dal regista, che ne è stato anche co-sceneggiatore con Silvia D'Amico Bendicò e Jean Gruault (che ne ha curato l'adattamento per la versione francese), due anni prima della morte.

## Trama
Il film inizia con le profezie di Samuele nella terra di Re Saul, il quale annuncia la venuta del Messia. Circa mille anni dopo, la Galilea è governata dal tirannico re Erode, cui viene a sapere da un profezia che presto un re più potente lo spodesterà per regnare sul popolo d'Israele. Nel frattempo a Betlemme nasce il Salvatore Gesù da Maria e Giuseppe. Ere Erode furibondo ordina l'uccisione di tutti i bambini di 1 anno, ma a muore a causa della malattia. Il piccolo Gesù viene nascosto in Egitto, e dopo la morte di Erode, può tornare in patria. Cresciuto, incontra sul fiume Giordano Giovanni il Battista cui chiede di essere battezzato. Inizia a raccogliere discepoli, mentre va predicando di paese in paese, anche confutando le teorie dei Dotti del Tempio sulla venuta del Messia, suscitando scandalo. Gesù compie anche dei miracoli, risanando morti, guarendo storpi e ciechi. Nel frattempo il nuovo re Erode Antipa è furibondo per il consenso che va acquistando Gesù e progetta di farlo uccidere, poiché sta minando l'equilibrio del suo potere con l'Impero di Cesare.
La Domenica prima di Pasqua, Gesù giunge a Gerusalemme, trionfalmente accolto. I Sacerdoti del Sinedrio progettano di catturarlo e processarlo per bestemmia, in quanto sentono che si fa proclamare Re dei Giudei. Il Giovedì Gesù cena per l'ultima volta con gli Apostoli, e viene tradito da Giuda, che lo consegna alle guardie romane, che lo scortano nel Tribunale davanti ai Sacerdoti che lo sottopongono a processo. Gesù è imprigionato e mandato dal governatore Ponzio Pilato per la sentenza definitiva. Pilato interroga Gesù, lo fa frustare e infine decide di farlo crocifiggere. Morto in croce, Gesù è deposto in un misero sepolcro di pietra, compianto dai Discepoli e dalla madre Maria. Tuttavia il terzo giorno, al momento di aprire la pietra per ungere il corpo, gli astanti scoprono che il sepolcro è vuoto e Gesù è risorto.

## Produzione
Il film è stato girato interamente in Tunisia con la coproduzione minoritaria del noto produttore tunisino Tarak Ben Ammar.

## Distribuzione
Il film fu presentato in prima mondiale in Italia il 25 ottobre 1975 al festival cinematografico di Montecatini; la distribuzione ebbe poi luogo, in Francia, dal 18 febbraio 1976 e, in Italia, dal 30 settembre dello stesso anno.
Sui diversi mercati cinematografici venne distribuito con titolo differente: A messiás in Ungheria, Der Messias nell'allora Germania Ovest, Le messie in Francia, O Messias in Portogallo, The Messiah sui mercati di lingua inglese.